# 青島號魚雷艇母艦

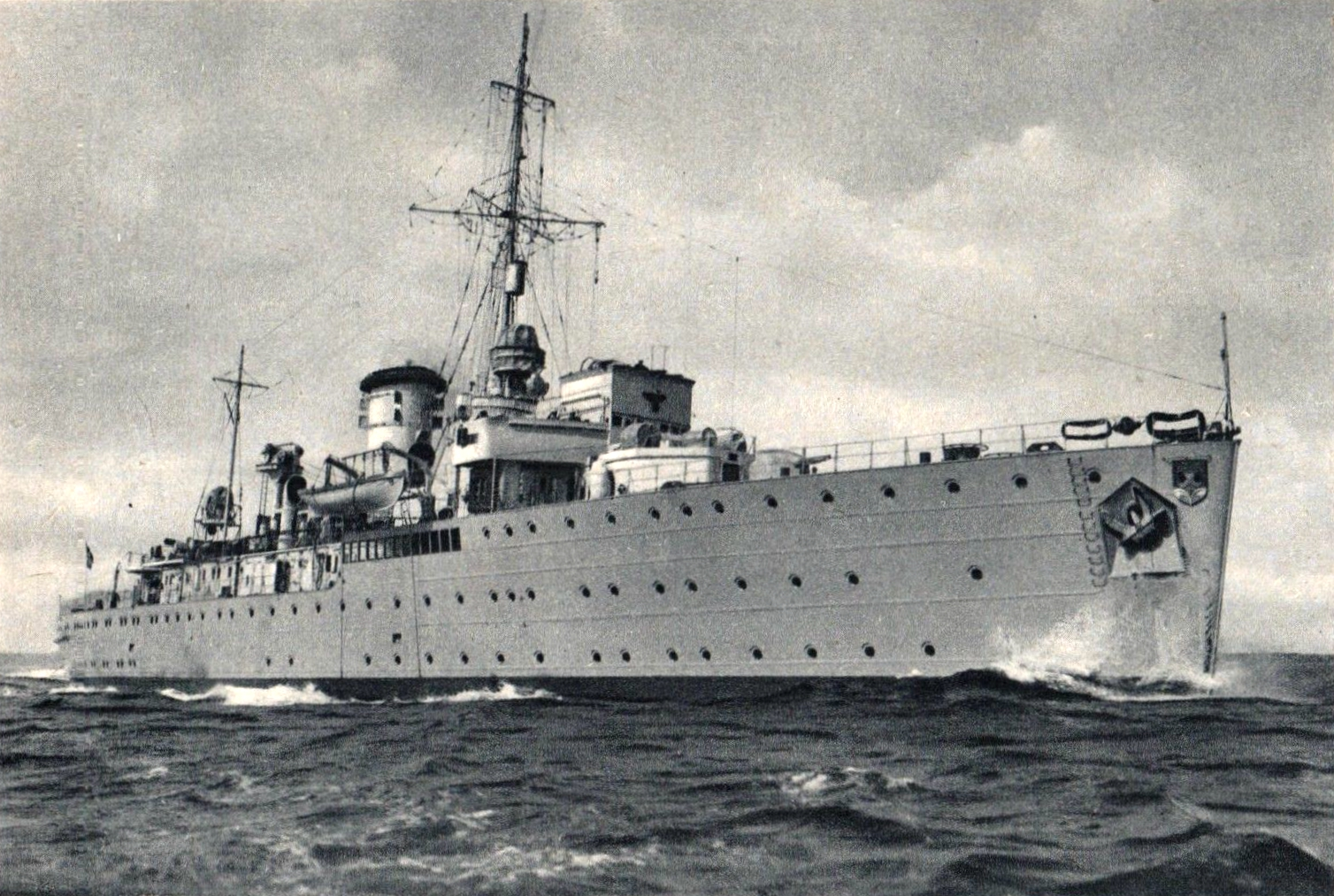
納粹德國海軍青島號魚雷艇母艦

青島號魚雷艇母艦是納粹德國海軍9艘魚雷艇母艦（PT BOAT TENDER）其中一艘，此艦於1934年6月在漢堡的布洛姆-福斯造船廠下水，此艦以德國在中國山東省的殖民地青島命名。

## 基本資料
- 船長:87.46米
- 船闊:13.5米
- 船高:4.01米
- 基本排水量:1980噸
- 動力:2部德國MAN廠製四衝程柴油發動機(總馬力:4100匹)
- 最快時速:17.5節
- 武裝:2座88毫米口徑防空炮+4座20毫米口徑防空機炮
- 人員:149人

## 服役於納粹德國海軍
青島號魚雷艇母艦雖然原本是作為魚雷艇母艦，但下水服役後有一段長時間是作為防空訓練艦，直至戰爭後期才回復本來職能，二戰後被英國人接收並用於掃除水雷，1950年在英國被拆毀。

## 使用國家
- 納粹德國
- 英国

## 外部連結
- Kriegsmarine fleet tenders
- 青島號魚雷艇母艦紙模型 （页面存档备份，存于）